# Andrew Kosove
Andrew A. Kosove est un producteur américain.

## Biographie
Il a étudié à l'université de Princeton.
Avec Broderick Johnson, il a fondé en Alcon Entertainment en 1997.

## Filmographie
- 2024 : Garfield